# Таусагыз
Таусагыз (каз. Таусағыз, до 2007 г. — Кенаф) — село в Тюлькубасском районе Туркестанской области Казахстана. Входит в состав Мичуринского сельского округа. Код КАТО — 516055300.

## Население
В 1999 году население села составляло 774 человека (324 мужчины и 450 женщин). По данным переписи 2009 года, в селе проживало 912 человек (461 мужчина и 451 женщина).